# Mason Mount
Mason Tony Mount (Portsmouth, 10 de janeiro de 1999) é um futebolista inglês que atua como meio-campista. Atualmente joga pelo Manchester United.

## Carreira no Clube

### Chelsea
Aos 18 anos, Mount foi promovido à equipe sênior do Chelsea; ele estreou anteriormente pela equipe sub-18 do clube em 2014, aos 15 anos, e também jogou regularmente pela equipe sub-21 do clube até 2016. Mount marcou 10 gols em 30 jogos na campanha vitoriosa do Chelsea na Premier League Sub-18 de 2016–17. Ele também conquistou duas FA Youth Cups, a UEFA Youth League, e foi nomeado Jogador do Ano da Academia do Chelsea até 2017.

#### 2017–19: Empréstimos para Vitesse e Derby County
Mount juntou-se ao clube holandês da Eredivisie Vitesse em 24 de julho de 2017, por empréstimo de uma temporada.
Ele fez sua estreia na equipe principal em 26 de agosto, como substituto aos 77 minutos, durante a derrota em casa do Vitesse por 2 a 1 contra o AZ. No mês seguinte, ele fez sua primeira partida como titular na derrota do Vitesse por 0 a 0 fora de casa para o time da quinta divisão Swift, jogando os 90 minutos do empate, que o Swift venceu em uma disputa de pênaltis.
Ele marcou seu primeiro gol pelo Vitesse em 1 de outubro, no 76º minuto de um empate em casa por 1 a 1 com o Utrecht. Mount continuou a aparecer na Equipe do Ano da Eredivisie e venceu o Jogador do Ano do Vitesse.
Durante a primeira partida da semifinal dos play-offs europeus da Eredivisie contra o ADO Den Haag em 9 de maio de 2018, Mount marcou seu primeiro hat-trick, quando o Vitesse venceu por 5 a 2 fora de casa. No segundo jogo, Mount marcou em uma vitória por 2 a 1, e o Vitesse venceu por 7 a 3 no agregado. No primeiro jogo da final contra o Utrecht, Mount abriu o placar, mas foi advertido e, portanto, suspenso para o segundo jogo. Mount fez 39 aparições em todas as competições pelo Vitesse, marcando 14 vezes, antes de retornar ao Chelsea. 
Mount ingressou no clube da Championship Derby County em 17 de julho de 2018 por empréstimo de uma temporada. Ele marcou o gol de empate aos 60 minutos em sua estreia pelo Derby em 3 de agosto de 2018, durante a vitória por 2 a 1 fora de casa sobre o Reading. Mount ficou fora por dois meses após sofrer uma lesão no tendão da coxa em um jogo da FA Cup contra o Accrington Stanley.
Ele retornou em uma vitória por 6 a 1 sobre o Rotherham United, sofrendo um pênalti para o companheiro de equipe Martyn Waghorn e marcando depois. Duas semanas depois, ele marcou seu segundo hattrick sênior em um jogo da liga Championship contra o Bolton Wanderers, mantendo o Derby na disputa pelos playoffs de promoção.

#### 2019–20: Primeira Quebra na Equipe Principal

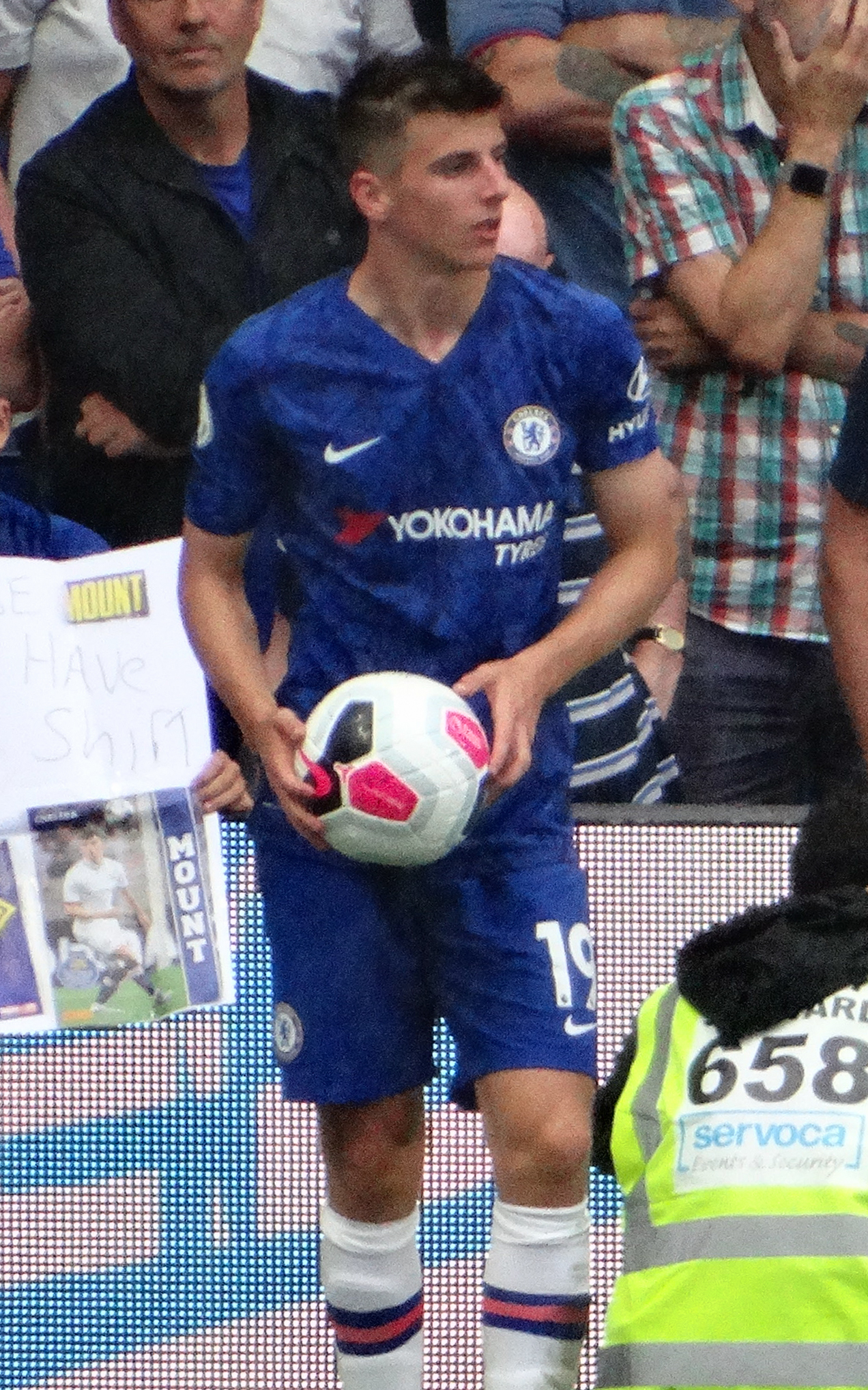
Mount jogando pelo Chelsea em 2019

Em 15 de julho de 2019, Mount assinou um novo contrato de cinco anos com o Chelsea, que o manteria no clube até 2024.
Ele fez sua estreia competitiva pelo Chelsea em 11 de agosto de 2019, em uma derrota por 4 a 0 fora de casa para o Manchester United na Premier League. Ele marcou seu primeiro gol pelo Chelsea uma semana depois contra o Leicester City durante a estreia de Frank Lampard como técnico no Stamford Bridge, em um empate por 1 a 1, e acrescentou outro no próximo jogo fora contra o Norwich City, em uma vitória por 3 a 2. Em 17 de setembro, ele sofreu uma lesão no tornozelo contra o Valencia na abertura da Liga dos Campeões,
Em março de 2020, Mount foi repreendido pelo Chelsea por ignorar as regras de auto isolamento durante a pandemia de COVID-19 no Reino Unido. Enquanto toda a equipe estava obrigada a se autoisolar devido ao teste positivo para COVID-19 de Callum Hudson-Odoi, Mount foi jogar futebol com amigos, incluindo Declan Rice, do West Ham. 
Em 19 de julho de 2020, Mount marcou na vitória por 3-1 contra o Manchester United na semifinal da Copa da FA, ajudando o Chelsea a garantir um lugar na Final da Copa da FA de 2020. Em 22 de julho, ele se tornou o primeiro graduado da Academia do Chelsea a estrear no time principal e completar 50 aparições na mesma temporada. No último dia da temporada da Premier League de 2019-20, na vitória por 2 a 0 contra o Wolverhampton Wanderers, Mount marcou o primeiro gol de uma cobrança de falta e assistiu Olivier Giroud para o segundo gol, ajudando o Chelsea a garantir um lugar na Liga dos Campeões da UEFA de 2020-21. Mount foi titular contra o Arsenal na final da Copa da FA em 1 de agosto, na qual o Chelsea acabou perdendo por 2 a 1.

#### 2020–21: Vitória na Liga dos Campeões e Jogador do Ano do Chelsea
Mount começou bem a temporada 2020–21, participando de todos os jogos do Chelsea, incluindo o confronto contra o Barnsley na terceira rodada da EFL Cup em 23 de setembro, que terminou com uma vitória por 6 a 0 em casa. Três dias depois, em 26 de setembro, Mount marcou seu primeiro gol da temporada contra o West Bromwich Albion em um empate fora por 3 a 3, no qual o Chelsea voltaria de uma desvantagem de 3 a 0 para empatar.
No próximo jogo, no entanto, Mount perdeu o pênalti decisivo na derrota por pênaltis por 5 a 4 fora para o Tottenham Hotspur na quarta rodada da EFL Cup em 29 de setembro. Ele marcou em jogos consecutivos em janeiro, primeiro em uma vitória por 4 a 0 em casa contra o Morecambe na terceira rodada da FA Cup e depois fora contra o Fulham em uma vitória por 1 a 0 na Premier League. Em 24 de janeiro de 2021, Mount foi capitão do Chelsea pela primeira vez em uma vitória por 3 a 1 em casa sobre o Luton Town na FA Cup. Em 4 de março, Mount marcou o único gol na vitória fora por 1 a 0 sobre o Liverpool, entregando aos Reds a quinta derrota consecutiva na liga em Anfield, pela primeira vez em sua história.
Mount marcou seu primeiro gol no futebol europeu na vitória por 2 a 0 do Chelsea sobre o Porto no primeiro jogo das quartas de final da Liga dos Campeões em 7 de abril, tornando-se o jogador mais jovem do Chelsea a marcar na fase eliminatória da Liga dos Campeões. Em 27 de abril, ele completou sua 100ª partida pelo Chelsea em um empate fora por 1 a 1 contra o Real Madrid na primeira partida da semifinal da Liga dos Campeões.
No segundo jogo em Stamford Bridge em 5 de maio, ele marcou o segundo gol na vitória por 2 a 0 sobre o Real Madrid, que ajudou o Chelsea a avançar para a Final da Liga dos Campeões de 2021 com um placar agregado de 3 a 1.
No início da temporada, a presença de Mount nas escalações iniciais do Chelsea e da Inglaterra foi alegada por torcedores e pela mídia como sendo resultado de favoritismo pelos respectivos treinadores das equipes, Lampard e Gareth Southgate.
Essas dúvidas foram dissipadas depois que Thomas Tuchel reconheceu a crescente dependência do Chelsea em relação a Mount, chamando-o de "crucial para o nosso jogo" e "um jogador absolutamente chave", endossando-o como um dos melhores jogadores da Europa. Em 18 de maio, Mount foi votado como Jogador do Ano do Chelsea. Em 29 de maio, Mount deu a assistência para o gol de Kai Havertz, enquanto o Chelsea vencia por 1 a 0 contra o Manchester City na final em Porto, conquistando a Liga dos Campeões pela segunda vez em sua história, e o primeiro troféu de Mount com o clube.

#### 2021–22: Segundo Jogador do Ano do Chelsea

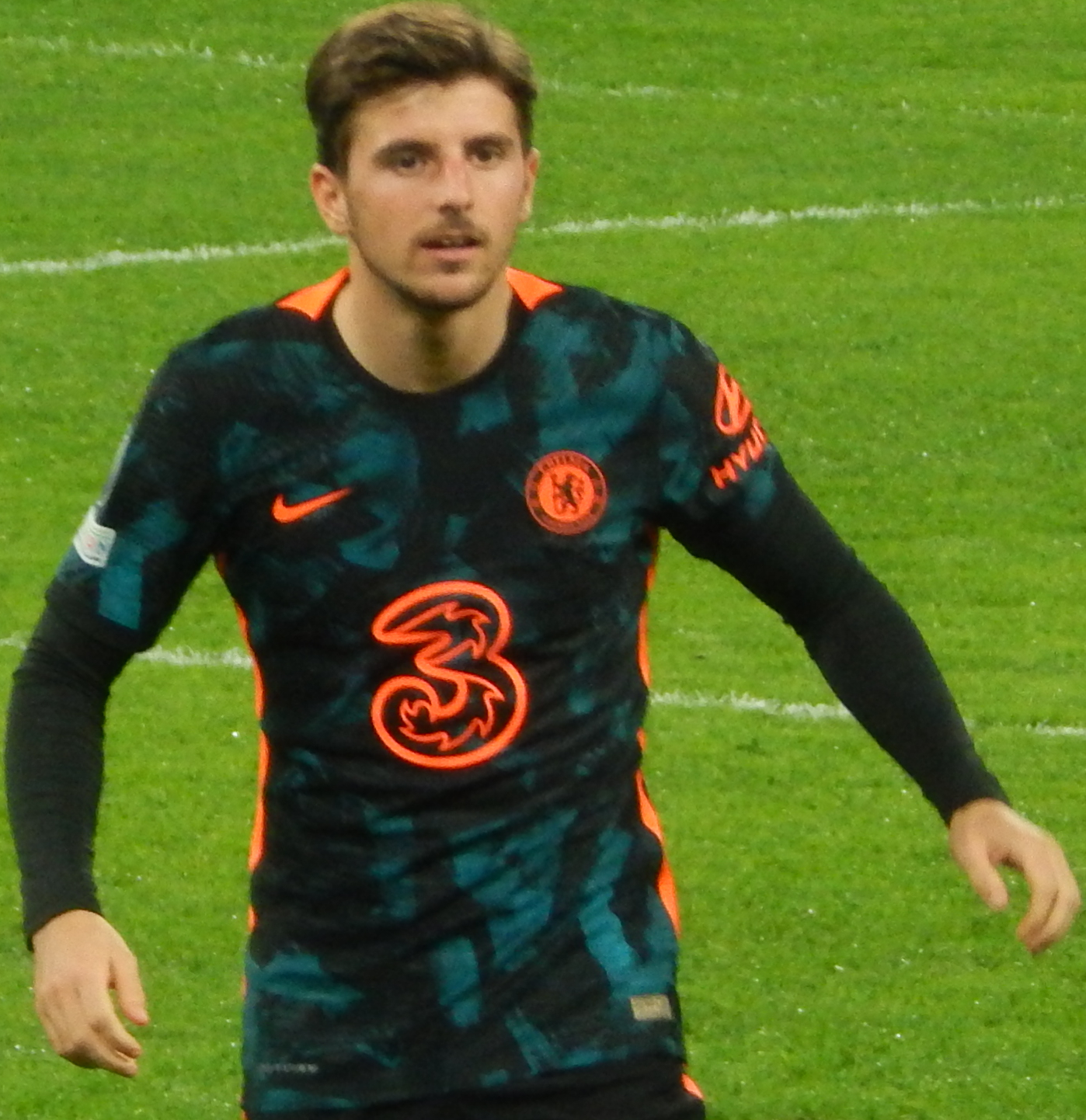
Mason Mount jogando pelo Chelsea em 2021

Em 11 de agosto de 2021, após um empate em 1–1 na prorrogação na Supercopa da UEFA de 2021 contra o Villarreal, Mount marcou o quarto pênalti do Chelsea na disputa resultante, que viu o Chelsea triunfar por 6–5 conquistando seu segundo título da Supercopa da UEFA.
Em 8 de outubro, Mount foi um dos cinco jogadores do Chelsea incluídos na lista final de 30 jogadores para a Bola de Ouro de 2021. A Bola de Ouro foi vencida por Lionel Messi, e Mount ficou em 19º na classificação.
Em 23 de outubro, Mount marcou seus primeiros gols da temporada e seu primeiro hat-trick pelo Chelsea, em uma vitória em casa por 7–0 sobre o Norwich City. Em dezembro, Mount tornou-se o jogador mais jovem do Chelsea a marcar em quatro jogos consecutivos na Premier League, com um gol e uma assistência nas viagens consecutivas para Watford e West Ham, e depois marcando em casa contra Leeds United e Everton.
Em 16 de dezembro, com 22 anos e 340 dias, Mount tornou-se o jogador mais jovem do Chelsea a marcar 20 gols na Premier League na história da competição. Como resultado de seus quatro gols e três assistências durante o mês de dezembro de 2021, ele foi indicado para Jogador do Mês e seu gol contra o West Ham foi indicado para Gol do Mês, que foram eventualmente vencidos por Raheem Sterling e Alexandre Lacazette, respectivamente.
Mount marcou em três jogos consecutivos pela primeira vez em sua carreira no Chelsea em abril, com dois gols e uma assistência contra o Southampton na Premier League, um gol e uma assistência no jogo de ida contra o Real Madrid nas quartas de final da Liga dos Campeões, e um gol contra o Crystal Palace nas semifinais da Copa da FA. O meio-campista também fez sua 100ª aparição na Premier League em 20 de abril de 2022, marcando a ocasião com uma assistência, embora isso resultasse em uma derrota em casa por 4 a 2 contra o Arsenal.
Em 11 de maio, Mount marcou seu 11º gol na Premier League na temporada e assistiu Christian Pulisic para fazer 2–0 contra o Leeds United, alcançando a marca de dois dígitos tanto em gols quanto em assistências e tornando-se apenas o quinto jogador do Chelsea (bem como o mais jovem) a atingir esse marco em uma temporada. No próximo jogo, no entanto, Mount e César Azpilicueta perderam pênaltis em uma disputa de pênaltis contra o Liverpool na Final da FA Cup, enquanto os Reds venceram por 6 a 5 nos pênaltis, em 14 de maio. Mount foi nomeado o jogador da temporada do Chelsea pela segunda temporada consecutiva em 22 de maio, tornando-se o 12º jogador a vencê-lo mais de uma vez, e o primeiro a vencê-lo duas vezes seguidas desde Eden Hazard, que venceu em 2014 e manteve em 2015.

#### 2022–23: Queda de Desempenho e Saída
Mount teve um início difícil na nova temporada temporada 2022–23, registrando nenhuma contribuição de gol nos primeiros sete jogos dos Blues sob o comando de Thomas Tuchel, apesar de ter participado de cada partida. No dia seguinte à derrota por 1–0 contra o Dinamo Zagreb na Liga dos Campeões, Tuchel foi demitido. Graham Potter, que havia treinado anteriormente no Brighton & Hove Albion, foi anunciado como o novo treinador principal do Chelsea. Mount obteve duas assistências, para os companheiros Kai Havertz e Christian Pulisic, em uma vitória em casa por 3–0 contra o Wolves em 8 de outubro.
Mais tarde em outubro, em uma vitória fora por 2–0 na Liga dos Campeões contra o AC Milan, Mount ganhou um pênalti ao ser derrubado pelo ex-companheiro de equipe no Chelsea, Fikayo Tomori, que foi convertido por Jorginho. Mount também deu uma assistência para o gol de Pierre-Emerick Aubameyang. Ele também foi premiado com o título de homem do jogo por sua atuação. Ele marcou seus primeiros gols da temporada em 16 de outubro, fazendo um brace em uma vitória por 2–0 contra o Aston Villa. Em 27 de dezembro, no primeiro jogo do Chelsea desde o final da Copa do Mundo de 2022, Mount marcou seu primeiro gol em casa em mais de um ano contra o AFC Bournemouth, em uma vitória por 2-0.
Em 4 de julho de 2023, Mount confirmou, por meio de um vídeo em redes sociais, sua decisão de sair do Chelsea, clube onde passou 18 anos, emergindo de sua renomada academia. No vídeo, Mount expressou seu agradecimento pelo apoio recebido e compartilhou que a decisão, embora desafiadora, estava alinhada com sua trajetória de carreira atual. Ele também mencionou que "os fãs mereciam mais do que "apenas uma declaração por escrito"", acrescentando "passamos por muita coisa juntos."

### Manchester United
Em 5 de julho de 2023, Mount assinou contrato com o clube da Premier League, Manchester United, em um contrato inicial de cinco anos, com a opção de prorrogação por mais um ano.
O United pagou ao Chelsea uma taxa de transferência garantida de £55 milhões, com o acordo incluindo possíveis adicionais de £5 milhões, e Mount assumiu a prestigiosa camisa número sete, que foi usada pela última vez por Cristiano Ronaldo, antes de sua saída na temporada anterior. Erik ten Hag, seu treinador no United, afirmou que o jogador ficaria mais recuado e no meio-campo, ao contrário de seu tempo no Chelsea.
Mason ficou muito tempo lesionado durante o decorrer de seu debut nos Red Devils. No entanto, conseguiu voltar a tempo de conquistar seu primeiro título de FA Cup. Em maio de 2024, após ter sido vice-campeão em diversas oportunidades, o meio-campista viu Alejandro Garnacho e Kobbie Mainoo balançares as redes do Manchester City e garantirem o troféu após um placar de 2 a 1.

## Seleção Inglesa
Mason Mount fez sua estreia pela Seleção Inglesa principal em 7 de setembro de 2019, na vitória por 4 a 0 sobre a Bulgária, entrando no lugar de Jordan Henderson no segundo tempo. No dia 17 de novembro seguinte, em sua sexta participação, marcou seu primeiro gol pela seleção na vitória por 4 a 0 sobre o Kosovo.

## Títulos
Chelsea
- Copa do Mundo de Clubes da FIFA: 2021
- Liga dos Campeões da UEFA: 2020–21
- Supercopa da UEFA: 2021

Manchester United
- Copa da Inglaterra: 2023–24

Inglaterra
- Campeonato Europeu Sub-19: 2017

### Prêmios Individuais
- Seleção do Campeonato Europeu Sub-19: 2017[71]
- Melhor Jogador do Campeonato Europeu Sub-19: 2017[72]
- Jogador do Mês da Eredivisie: Janeiro de 2018[73]
- Jogador do Ano do Vitesse: 2017–18[74]
- Equipe do Ano da Eredivisie: 2017–18[75]
- Jogador do Ano do Chelsea: 2020–21,[76] 2021–22[77]
- Seleção da Liga dos Campeões da UEFA: 2020–21[78]
- Talento do Ano da Premier League: 2020–21[79]